# Manfred Hennecke
Manfred Hennecke (* 24. Juni 1948 in Eimen) ist ein deutscher Chemiker und Materialwissenschaftler. Er war 2002 bis 2013 Präsident der Bundesanstalt für Materialforschung und -prüfung (BAM).

## Leben
Nach dem Abitur 1966 in Einbeck studierte Manfred Hennecke Chemie an der Technischen Universität Clausthal, was er 1974 mit Diplom abschloss. Anschließend promovierte im Fach Physikalische Chemie an der Universität Kaiserslautern. 1989 habilitierte er in Clausthal. Nach kurzer Hochschuldozententätigkeit wurde er 1991 Leiter der Fachgruppe „Polymerwerkstoffe“ bei der BAM in Berlin. 1993 wurde er Vizepräsident der BAM und 2002 als Nachfolger von Horst Czichos Präsident. Dies blieb Hennecke bis zum Eintritt in den Ruhestand 2013, auf ihn folgte Ulrich Panne. Von 2014 an war er nachfolgend auf Jürgen Eckert interimsmäßig der wissenschaftliche Direktor des Leibniz-Institut für Festkörper- und Werkstoffforschung in Dresden, nach zwei Jahren übernahm Burkard Hillebrands im Juli 2016 die Position von Hennecke.
Hennecke war außerplanmäßiger Professor für Physikalische Chemie an der TU Clausthal und seit 2015 Honorarprofessor der Freien Universität Berlin sowie seit 2012 Mitglied des Präsidiums der Deutschen Akademie der Technikwissenschaften (Acatech). Am 15. Juli 2014 erhielt Hennecke für seine Verdienste um die Entwicklung der BAM zu einer „weltweit führenden Forschungseinrichtung auf dem Gebiet der Sicherheit in Technik und Chemie“ das Bundesverdienstkreuz 1. Klasse der Bundesrepublik Deutschland verliehen.

## Ehrenämter
- bis 2013: Vizepräsident beim Deutschen Institut für Normung (DIN) und Vorsitzender des Normenausschusses Materialprüfung (NMP)
- 2012 bis 2016: Verwaltungsrat der Stiftung Warentest[8]
- seit 2010: Aufsichtsrat der Deutschen Akkreditierungsstelle (DAkkS)
- bis 2013 Beiratsmitglied beim Deutschen Verbandes für Materialforschung und -prüfung (DVM)
- 2013: DIN-Ehrenring und Aufnahme in den Waldemar-Hellmich-Kreis des Deutschen Instituts für Normung (DIN)[3][9]

## Publikationen
- HÜTTE – Das Ingenieurwissen, ISBN 3-642-22849-6.